# Graveland
Graveland — польская викинг/пейган/блэк-метал-группа, основанная в 1992 году. Главным образом благодаря работе вокалиста/гитариста Darken (aka Robert Fudali), после ряда демозаписей, был издан дебютный альбом Carpathian Wolves (1994). В дальнейшем многие альбомы выходили на лейбле No Colours Records, однако со стороны прессы группе был объявлен бойкот, из-за приверженности её национал-социалистическим взглядам. В то же время, группа была популярна в среде фанатов НСБМ-движения. Darken отверг этот ярлык, рассказав журналу Decibel, что «Graveland считают НСБМ-группой из-за его политических убеждений, которые большинство людей назвало бы крайне правыми, национал-социалистическими убеждениями». Начиная с третьего альбома Following the Voice of Blood (1997) группа берёт курс на викинг-метал, звучание становится более эпичным и симфоничным.

## Состав

### Текущий состав
- Robert "Rob Darken" Fudali – вокал, гитары, бас, ударные, синтезатор (1992–настоящее время)

### Во время живых выступлений
- Piotr "Mścisław" Bajus – бас (2015–present)
- Bartosz "Bor" Boruszewski – гитара (2015–present)
- Krzysztof "Wizun" Saran - ударные (2016–present)

### Бывшие участники
- Maciej "Capricornus" Dąbrowski – ударные (1992–1999)
- Grzegorz "Karcharoth" Jurgielewicz – бас (1992–1995)
- Zbigniew "Zbych" Ropicki – гитара (2015–2016)
- Mirosław "Miro" Rosiński – ударные (2015–2016)

## Дискография

### Студийные альбомы
- Carpathian Wolves (1994) - CD, MC
- Thousand Swords (1995) - CD [4]
- Following the Voice of Blood (1997) - CD
- Immortal Pride (1998) - CD
- Creed of Iron / Prawo Stali (2000, released in English and Polish versions)
- Memory and Destiny (2002) - A5 digipack CD, CD, LP
- The Fire of Awakening (2003) - A5 digipack CD, CD, LP
- Dawn of Iron Blades (2004) - A5 digipack CD, CD, LP
- Fire Chariot of Destruction (2005) - A5 digipack CD, CD, DLP
- Will Stronger Than Death (2007) - A5 digipack CD, CD, LP
- Spears of Heaven (2009) - A5 digipack CD, CD
- Thunderbolts of the Gods - (2013)
- Ogień przebudzenia - (2014)

### Демо и промозаписи
- Necromanteion (1992)
- Promo June '92 (1992)
- Drunemeton (1992)
- Epilogue (1993)
- In the Glare of Burning Churches (1993) — обзор на allmusic[5]
- The Celtic Winter (1993)
- Following the Voice of Blood (1997, contains two tracks, one is an early discarded mix, the second is from the approved mix)
- Resharpening Thousand Swords (2014)
- Carpathian Wolves - Rehearsal 1993 (2016)

### Мини-альбомы и сплиты
- The Celtic Winter (1994) - CD
- Impaler's Wolves (1999) - CD
- Raiders of Revenge (2000, split EP with Honor) - digipack
- Raise Your Sword! (2001) - CD
- Blood of Heroes (2002) - EP
- Eastern Hammer (2007, split EP with Nokturnal Mortum, North and Temnozor) - CD
- Wotan Mit Mir (2008) - EP, MLP
- Cold Winter Blades (2010) - Mini CD
- Tribute to the King of Aquilonia (2010) - split 7" EP with Kreuzfeuer
- Ogień Wilczych Serc (Fire of Wolfish Hearts) - (2012, split EP with Biały Viteź)
- The Spirit Never Dies - (2016, split with Nokturnal Mortum)